# Schiffnerula pulchra
Schiffnerula pulchra är en svampart som först beskrevs av Pier Andrea Saccardo, och fick sitt nu gällande namn av Franz Petrak 1928. Schiffnerula pulchra ingår i släktet Schiffnerula och familjen Englerulaceae.   Inga underarter finns listade i Catalogue of Life.